# Orquestra Nacional d'Espanya
L'Orquestra Nacional d'Espanya (Orquesta Nacional de España, ONE) és una de les orquestres espanyoles més prestigioses. L'organisme Orquestra i Cor Nacionals d'Espanya (OCNE) engloba els dos conjunts estables de música simfonicocoral del Ministeri de Cultura. Té seu a Madrid, a l'Auditori Nacional de Música. Cal destacar la tasca de difusió de la música espanyola i el suport que ha donat als joves compositors espanyols estrenant les seves obres. Des del 2013 n'és el director titular Josep Pons i Viladomat. Està integrada en l'Instituto Nacional de las Artes Escénicas y de la Música (INAEM), del Ministeri de Cultura. Sovint actua conjuntament amb el Cor Nacional d'Espanya. Actualment és membre entre altres de les següents associacions: Asociación Española de Orquestas Sinfónicas (AEOS), Asociación Española de Documentación Musical (AEDOM), International Association of Music Libraries, Archives and Documentation Centres (IAML) i Major Orchestra Librarians' Association (MOLA).

## Història
L'Orquestra Simfònica de Madrid fundada en 1904 sota la direcció d'Alonso Cordelás i dirigida des de l'any següent per Enrique Fernández Arbós, que va ser successora de la Sociedad de Conciertos de Madrid, que en 1866 fundara Barbieri i que després d'una crisi econòmica important i irreconciliables desavinences entre els mestres, va quedar dissolta en 1903 i l'Orquestra Filharmònica de Madrid, fundada en 1915 pel mestre murcià Bartolomé Pérez Casas van ser les encarregades de donar vida musical a Madrid així com alguna que una altra gira per la geografia nacional fins al principi de la guerra civil.
Ja en 1931 Adolfo Salazar havia alertat sobre la necessitat de la creació d'una orquestra que treballara amb un rigor i una qualitat que només es podia trobar a partir de l'estabilitat laboral dels seus membres.
Per Ordre Ministerial de 24 de juliol de 1937 el govern republicà crea l'Orquesta Nacional de Conciertos que per la Guerra Civil va haver de debutar el 8 d'abril de 1938 al Gran Teatre del Liceu de Barcelona, amb un programa que incloïa la Simfonia n. 5 de Beethoven, dos Nocturns de Debussy –Núvols i Festes- Preludi a la Sexta d'un Faune i la Patètica de Txaikovski. El 6 de gener de 1939 després de trenta concerts dirigits per Pérez Casas, José Antonio Álvarez Cantos, Joan Lamote de Grignon i Bocquet, i Joan Pich i Santasusana cessa la seua activitat de concerts.

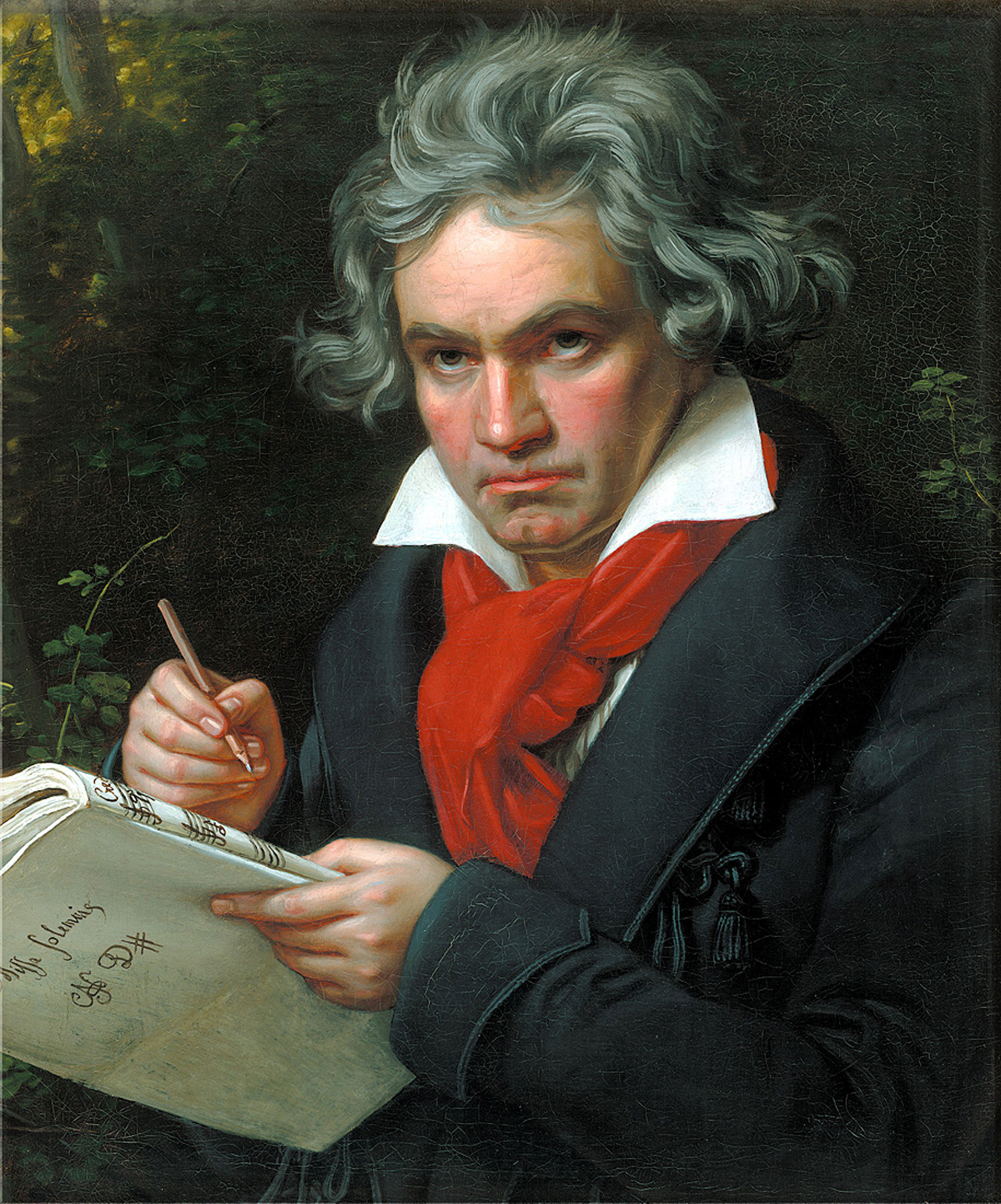
Ludwig van Beethoven

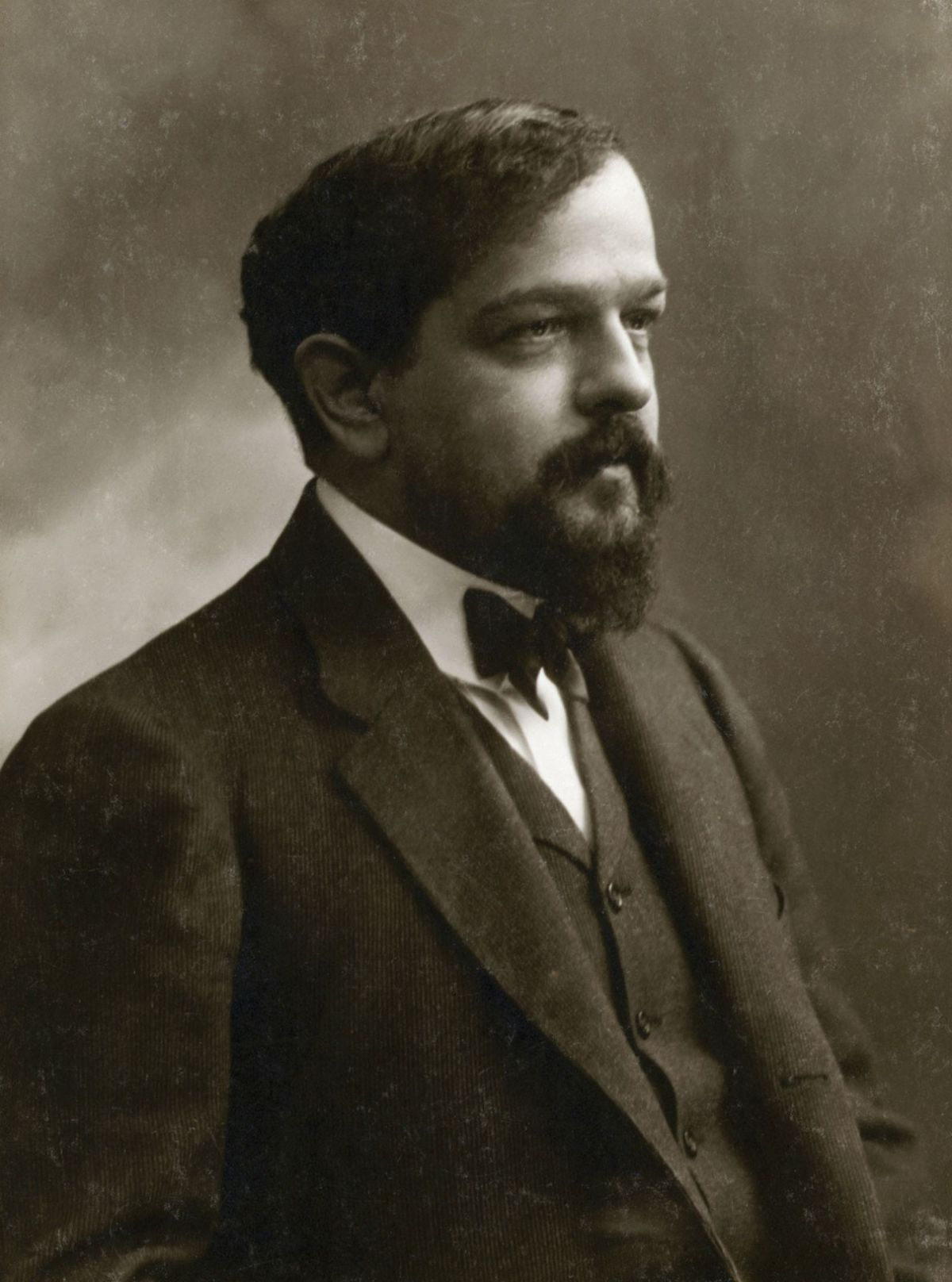
Claude Debussy

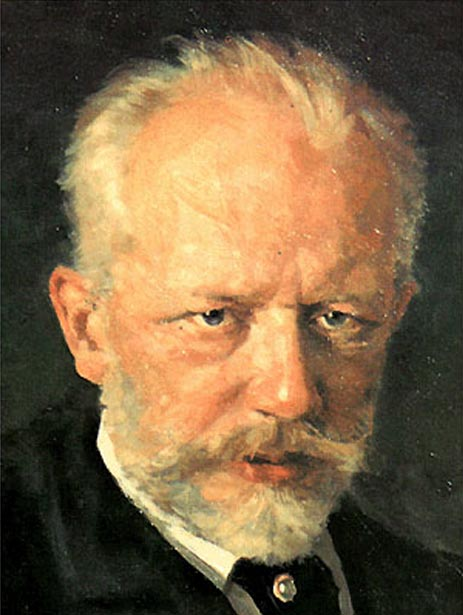
Piotr Ilitx Txaikovski

El 27 d'abril de 1940 es constituïx la Comissaria General de la Música i es nomena un triumvirat directiu format per Mossèn Nemesio Otaño, José Cubiles i Joaquín Turina amb Federico Sopeña com a ajudant, una Ordre Ministerial de 10 de juliol de 1940 creava l'Orquestra Nacional amb una plantilla de 176 professors per la fusió de les dos orquestres madrilenyes anteriorment citades.
El 25 de juliol de 1940 en el Teatro Maria Guerrero de Madrid, en un concert dirigit per diversos compositors i també per José Cubiles, s'havia presentat l'orquestra "casi de puntillas, sin apenas propaganda y con escasa crítica posterior" s'interpreten obres de Dámaso Torres García, Manuel Parada, José Muñoz Molleda, José Moreno Bascuñana i obres d'Isaac Albéniz i Pascual, Turina, Rodrigo i Falla dirigides per Cubiles. En esta època es van fer diversos concerts a través de la Comisaria General de la Música de germandat entre l'Alemanya nazi i Espanya. L'11 de desembre de 1940 Jesús Arámbarri i Regino Sainz de la Maza a la guitarra estrenen a Madrid el Concert d'Aranjuez. El 9 de febrer de 1941 és dirigida per Franz Konwitschny.
Els concerts referència d'esta època es produïxen del dia 15 d'octubre a l'1 de novembre sota la direcció d'Ernesto Halffter són quatre programes diferents de música espanyola a excepció de compositors afins al bàndol republicà i l'estrena del ballet Joc de cartes de Stravinski. En estes dates també és dirigida per primera vegada per Enrique Jordá i per José María Franco.

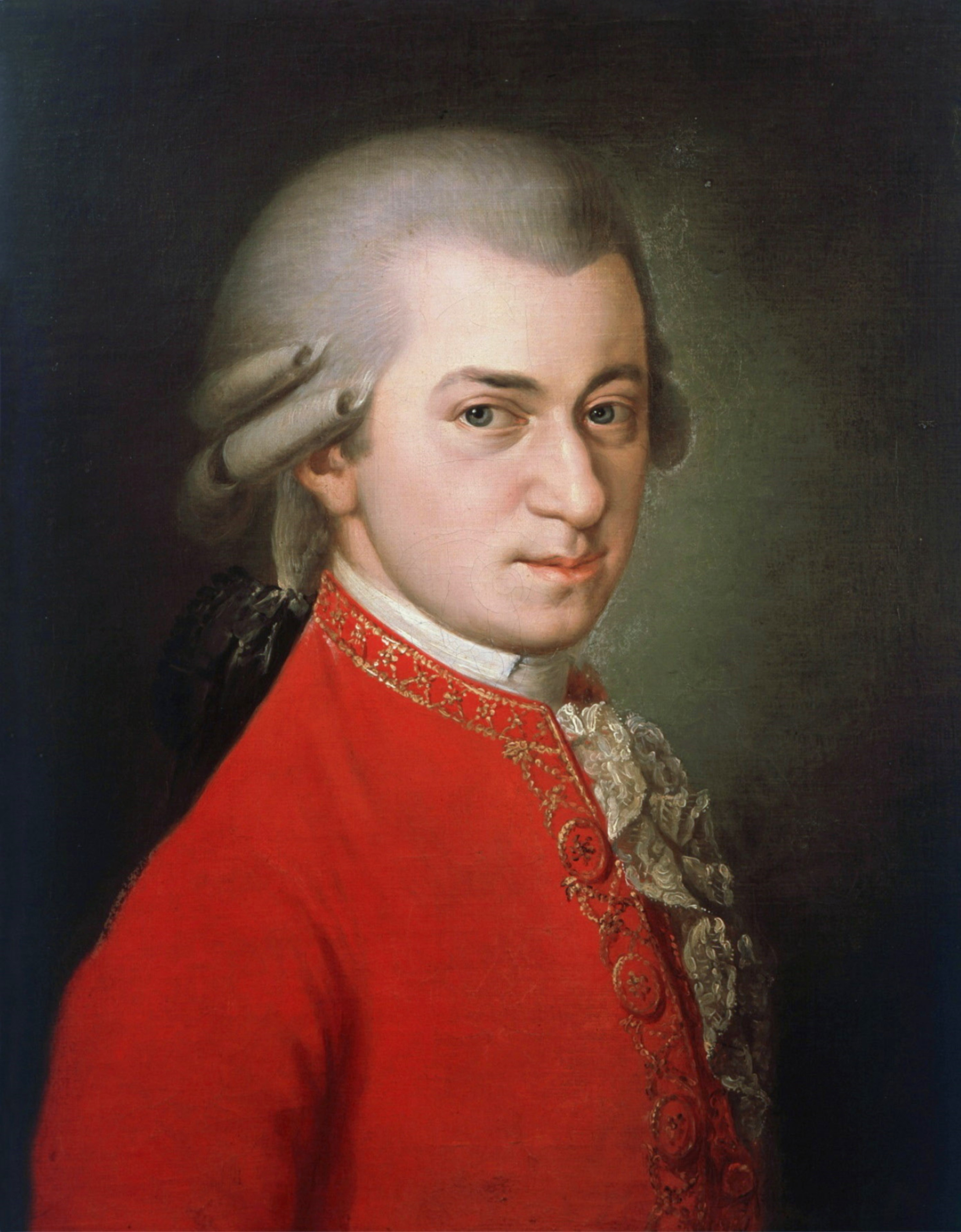
Wolfgang Amadeus Mozart

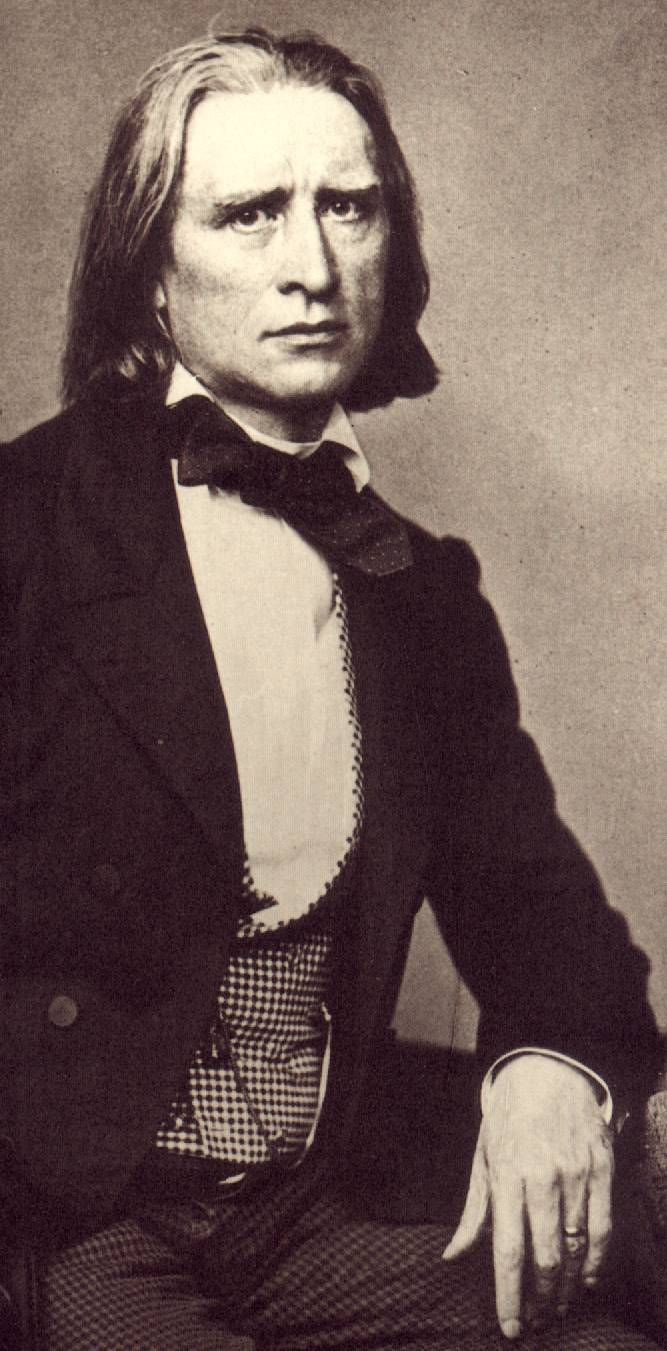
Franz Liszt

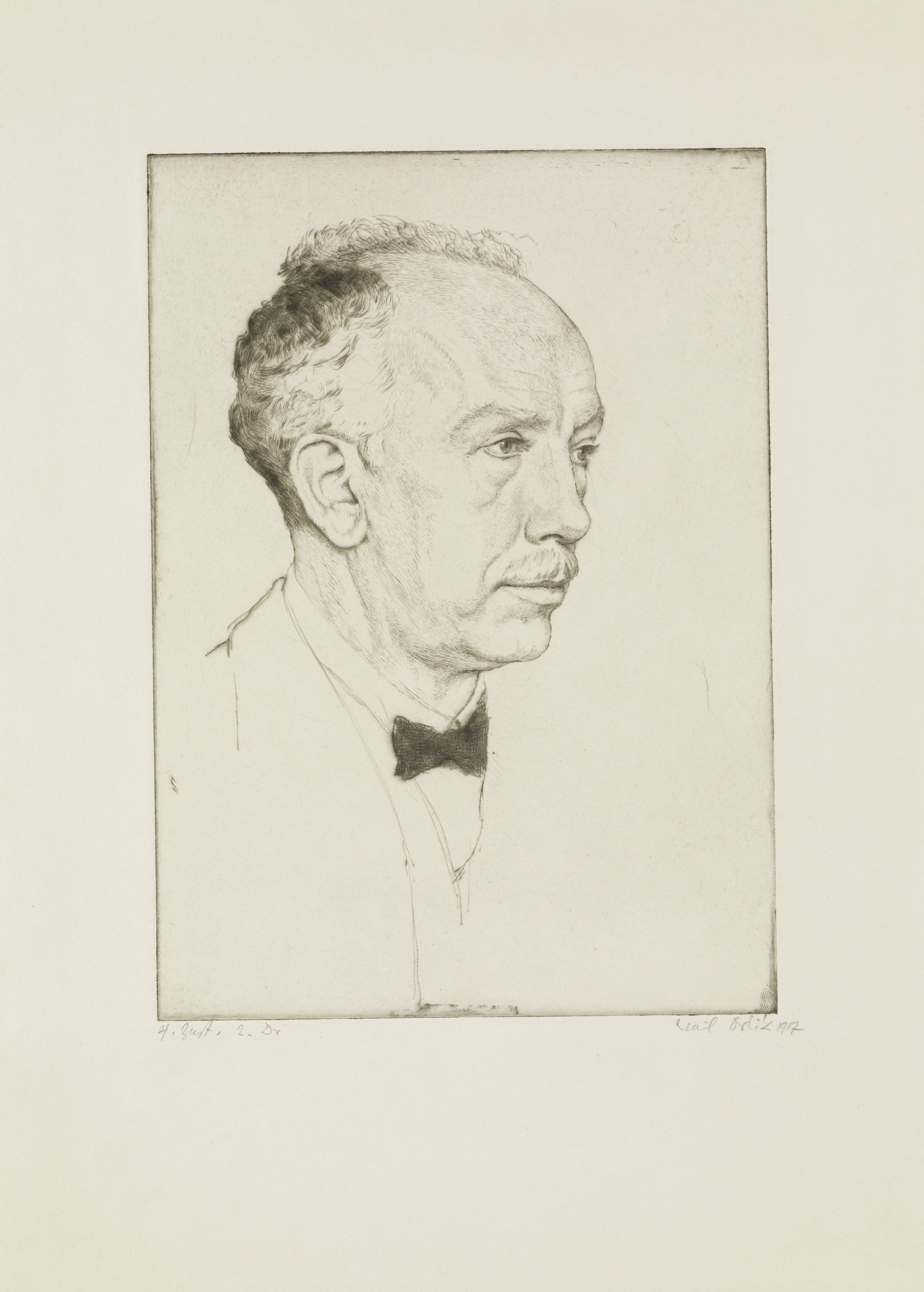
Richard Strauss dibuixat per Emil Orlik

La trajectòria irregular d'este conjunt obliga a convocar un concurs-oposició per a crear la "vertadera-definitiva" Orquestra Nacional per Ordre Ministerial de 17 de maig de 1941. Joaquín Turina presidiria eixes oposicions junt amb Federico Sopeña (secretari), sense vot, i les proves es van acabar el març de 1942. Sota la direcció del mestre portuguès Pedro de Freitas Branco en el Teatro María Guerrero el 25 de març de 1942 i sobretot el 31 de març de 1942 també en el Teatro María Guerrero considerat com el primer concert oficial de l'Orquesta Nacional de España i adoptada esta data com el dia d'arrancada d'activitat de l'ONE. El programa l'Obertura de Les bodes de Figaro de Mozart, La Simfonia Dante de Liszt, Mort i transfiguració de Strauss, el Preludi a la sesta d'un faune de Debussy i el Bolero de Ravel

### Bartolomé Pérez Casas

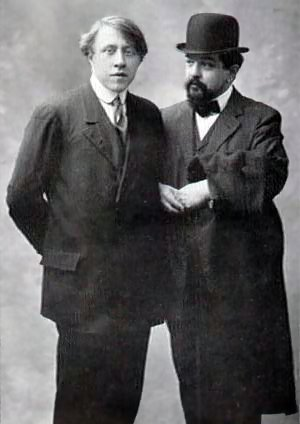
Claude Debussy amb André Caplet

El 16 d'octubre de 1942 debuta un altre il·lustre de l'orquestra, Eduard Toldrà. Com l'orquestra començava a sonar i era necessari planificar la seua activitat, urgia començar a comptar amb un director titular. Amb setanta anys Bartolomé Pérez Casas, era un excel·lent director d'orquestra. En contra seu, el període republicà barceloní amb l'Orquestra Nacional dels perdedors, i ell mateix, prou en contra d'un projecte fatal per a la seua benvolguda Orquesta Filarmónica de Madrid. Després d'un període de prova, inclosa una gira a Lisboa i Porto al maig de 1944 va ser nomenat director titular. Anteriorment havia dirigit l'orquestra per primera vegada al Teatro Español el 7 de maig de 1943.
Coincidint amb la titularitat de Pérez Casas el mestre alemany Carl Schuricht va protagonitzar tres memorables concerts en el Palacio de la Música amb un repertori integrat per Mozart, Beethoven, Schubert, Weber, Brahms (1a, 2a i 4a simfonies), Wagner, Strauss i El mar de Debussy que van marcar per complet la personalitat sonora de l'orquestra en el futur. Pérez Casas es va retirar definitivament el 25 de novembre de 1949 amb la Simfonia Pastoral, obra triada per al concert fundacional de l'Orquestra Filharmònica de Madrid. En els seus concerts, junt amb solistes de la mateixa orquestra, altres com Alícia de Larrocha, Gonzalo Soriano, Rosa Sabater, Victoria de los Ángeles. Diversos compositors van dirigir les seues obres: Conrado del Campo, Julio Gómez, Pablo Sorozábal, Ernesto Halffter. Arámbarri va portar a l'Orfeón Pamplonés, a l'Orfeón Donostiarra i a la Societat Coral de Bilbao. Als mestres espanyols caldria unir la presència de Schuricht, Heinz Unger, Franz von Hoeslin i a Clemens Kraus que va dirigir el Don Juan i Till Eulenspiegel poc abans de la mort de Richard Strauss. La plantilla va quedar fixada en 102 professors, arxiver, avisador i inspector i es va consolidar el caràcter funcionarial dels professors.

### Ataulfo Argenta
El dia 1 de gener de 1947 es publica un B.O.E. que solidifica l'existència oficial de l'ONE. En els dies següents es confirma Bartolomé Pérez Casas com a director titular al mateix temps que s'eleva al mateix rang a Ataúlfo Argenta, que tenia la plaça de "piano, celesta i joc de timbres" des de 1945, donant-se el cas que l'orquestra va tindre dos directors titulars de l'any 1947 al 1949.
El pianista càntabre va començar els seus vincles amb la direcció en l'Orquesta de Radio Nacional així com a l'Orquesta de Cámara de Madrid que començava el seu camí. El 10 d'octubre de 1945, va dirigir per primera vegada a l'ONE com a director invitat en el Teatro Calderón un concert a la manera antiga de tres parts. El 9 de novembre dirigix un altre concert en el Palacio de la Música. Dos concerts al desembre i el 15 de febrer reposa el Concert d'Aranjuez amb Regino Sainz de la Maza. Dos concerts al Teatro Lope de Vega de Sevilla amb el seu mestre el pianista Winfried Wolff i amb el violoncel·lista Gaspar Cassadó i per fi el 24 de gener de 1947 dirigix a l'ONE com a mestre titular les Deu melodies basques de Guridi, Les Variacions Bridge de Britten i la Simfonia Heroica, una cosa que va seguir durant tota la seua carrera: música espanyola, música del present i un gran clàssic.

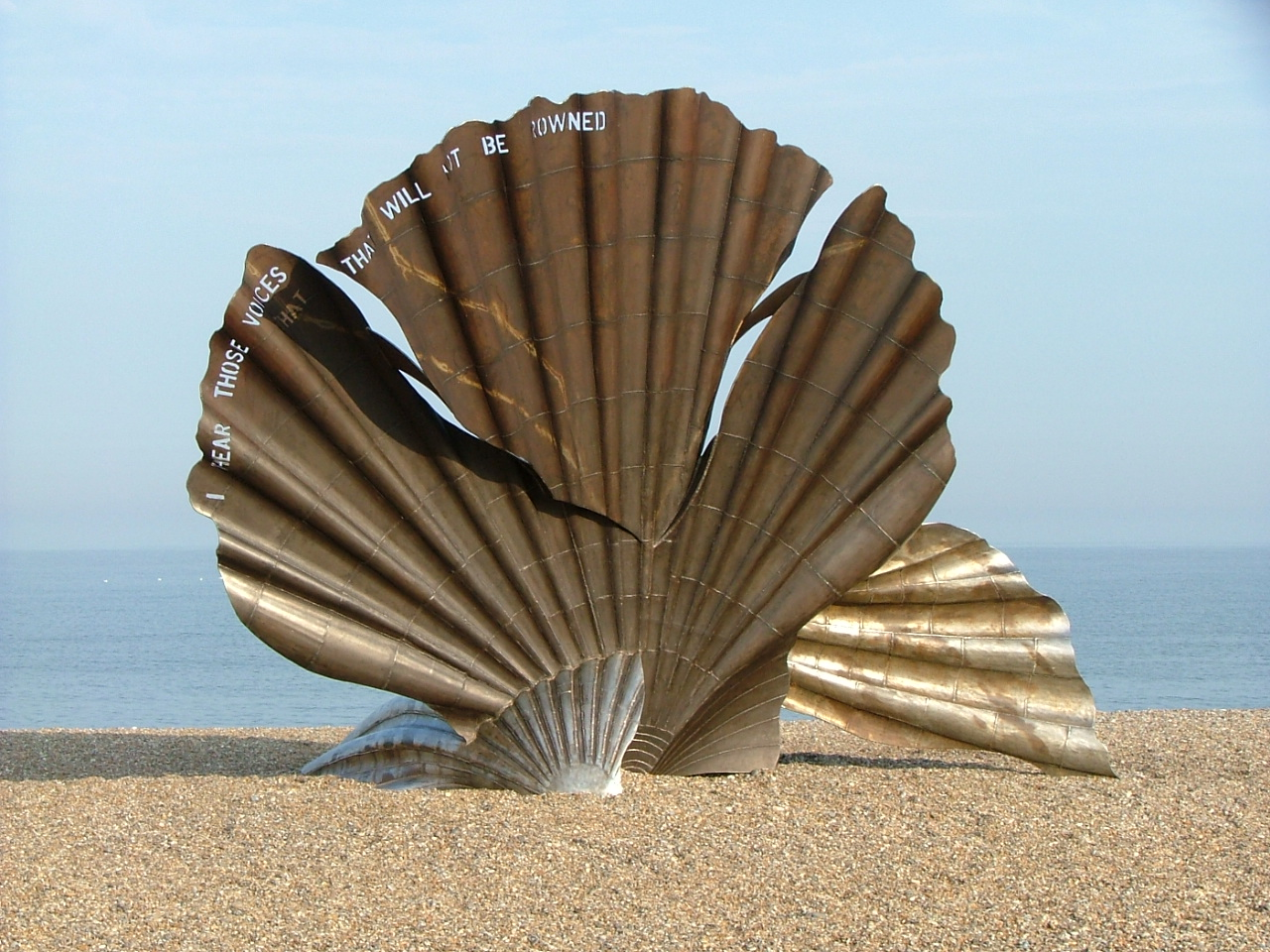
The Scallop (La petxina de pelegrí) de Maggi Hambling és una escultura dedicada a Benjamin Britten situada en la platja d'Aldeburgh.
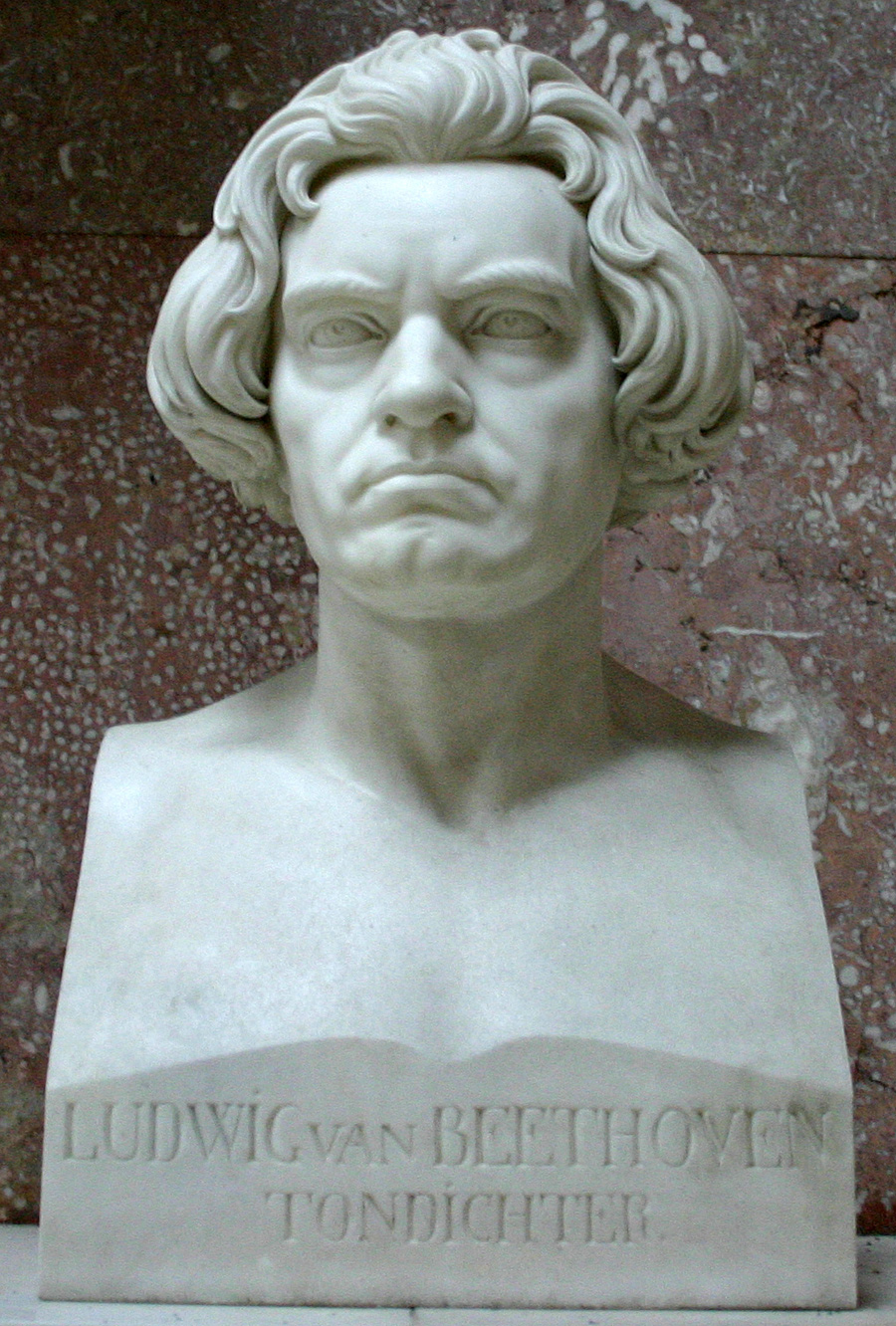
Ludwig van Beethoven

Va ser-ne el director fins a la seva mort, el 1958. Aquest va ser un dels períodes més brillants de l'orquestra tant per la qualitat tècnica com pel repertori. A continuació van venir quatre anys difícils fins al nomenament de Rafael Frühbeck de Burgos, que es va quedar en el càrrec de 1962 fins a 1978, dirigint més de 700 concerts.
Entre els directors convidats, cal citar a Carl Schuricht, Heinz Unger, Hermann Scherchen, Sergiu Celibidache, Ígor Markevitch i Jean Martinon. La llista dels solistes és llarga: Arthur Rubinstein, José Iturbi, Wilhelm Kempff, Claudio Arrau, Alícia de Larrocha, Yehudi Menuhin, Nathan Milstein, David Oïstrakh, Leonid Kogan, Mstislav Rostropóvitx, Pedra Fournier, Jean-Pierre Rampal, James Galway, Victoria de los Ángeles, Norma Procter, Jessye Norman, Gundula Janowitz, Teresa Berganza, etc.

## Directors titulars
- Bartolomé Pérez Casas (1944 - 1949)
- Ataúlfo Argenta (1947 - 1958)
- Rafael Frühbeck de Burgos (1962 - 1978)
- Antoni Ros-Marbà (1978 - 1981)
- Jesús López Cobos (1984 - 1989)
- Aldo Ceccato (1991 - 1994)
- Josep Pons i Viladomat (2003 - 2014)
- David Afkham (2014 –)